# 2017 chez Disney
L'année 2017 pour la Walt Disney Company est marquée les productions Marvel, Lucasfilm, l'ouverture de la zone Pandora: The World of Avatar à Disney et de nombreuses annonces dans les parcs à thèmes.
Du côté de la télévision, les chaînes avec en tête ESPN perdent de nombreux abonnés.

## Évènements

### Janvier
- 1er janvier 2017, Walt Disney Studios pourrait toucher 50 millions d'USD à la suite du décès de Carrie Fisher qui ne peut donc plus remplir son contrat de trois films[1],[2],[3]
- 2 janvier 2017, fermeture de l'attraction Tower of Terror au parc Disney California Adventure[4]
- 7 janvier 2017, le Shanghai Disney Resort entame un programme avec les établissements scolaires de Shanghai, universités et institutions locales, pour élargir son bassin d'emploi[5],[6]
- 10 janvier 2017, OLC annonce les attractions et événements du Tokyo Disney Resort dont l'ouverture le 12 mai 2017, Nemo and Friends SeaRider à la place de StormRider et la rénovation de Turtle Talk[7]
- 11 janvier 2017, le Disneyland Resort améliore le Disney's FastPass avec une application sur smartphone et l'ajout de Matterhorn Bobsleds et Toy Story Midway Mania[8],[9]
- 12 janvier 2017, Disney et Lucasfilm négocieraient avec les ayants droit de Carrie Fisher pour ses apparitions dans les prochains Star Wars[10]
- 16 janvier 2017,
  - le Shanghai Shendi Group annonce que le Shanghai Disney Resort a accueilli près de 6 millions de visiteurs en sept mois d'activités[11]
  - Disney India et Star India signent un partenariat pour diffuser les productions Disney et ABC sur le service de vidéo à la demande Hostar[12],[13]
- 17 janvier 2017, la société britannique de prêt-à-porter Alice Looking intente un procès contre Disney pour contrefaçon en raison du nom du film Alice de l'autre côté du miroir sorti en mai 2016 qui utiliserait la même marque qu'elle alors que l'œuvre originale est dans le domaine public[14]
- 19 janvier 2017,
  - Disney lance l'application Color by Disney, un livre de coloriage numérique destiné aux adultes[15],[16]
  - l'édifice de deux étages et 12 881 pieds carrés (1 197 m2) hébergeant la Disney Store de San Francisco au 39 Stockton Street a changé de propriétaire pour 16 millions d'USD de dette hypothécaire[17]
- 23 janvier 2017,
  - Walt Disney Studios dévoile le nom de l'épisode VIII de Star Wars : Les Derniers Jedi[18],[19]
  - IDW Publishing sous licence de Disney annonce la mise à disposition de son catalogue de bandes dessinées Disney sur son application et sur ComiXology à compter du 1er février 2017[20]
- 24 janvier 2017,
  - Warner Bros. Interactive Entertainment annonce avoir acheté le studio Avalanche Software à Disney dont le moteur Octane pour produire un jeu associé au film Cars 3[21],[22],[23]
  - Disney prolonge la comédie musicale Disney's Aladdin: The New Stage Musical présentée à Londres jusqu'en juillet 2017[24]
  - Un permis de construire indique un important projet pour l'hôtel Disney's Caribbean Beach Resort[25]
- 25 janvier 2017,
  - Variety annonce que Disney Media Networks pourrait fusionner les services de ventes d'espaces publicitaires du Disney-ABC Television Group en une entité unique (ABC, Disney et Freeform) comme ses concurrents[26]
  - Disney Theatrical prévoit une comédie musicale Pinocchio dirigée par John Tiffany et Dennis Kelly dont la première se fera en décembre 2017 au Lyttelton Theatre du Royal National Theatre à Londres[27]
  - le restaurant Paddlefish de Disney Springs, ancien Fulton's Crab House de Pleasure Island annonce ouvrir le 4 février[28],[29]
- 26 janvier 2017, l'investisseur immobilier Melno Equities achète pour 52,5 millions d'USD le Buena Vista Plaza à Burbank, un immeuble de 116 000 pieds carrés (10 777 m2) totalement loué par Disney, principalement par sa coopérative de crédit Partners Federal Credit Union[30]
- 27 janvier 2017,
  - le restaurant Planet Hollywood Observatory ouvre finalement ses portes à Disney Springs, après un an de travaux et un délai de construction dépassé de six mois[31].
  - les propriétaires de motels et restaurants du Harbor Boulevard à Anaheim lancent un site internet contre le projet du Disneyland Resort de faire un pont enjambant le boulevard reliant les parcs à un nouveau parking à l'est du complexe[32].
- 30 janvier 2017, Disney annonce la fermeture de DisneyQuest à Disney Springs pour le 2 juillet 2017[33],[34]
- 31 janvier 2017,
  - Disney annonce que la fermeture du jeu Club Penguin pour le 29 mars 2017[35],[36],[37],[38]
  - Oriental Land Company annonce des événements exceptionnels comme des parades spéciales et des remises dans l'espoir d'inverser une baisse de son chiffre d'affaires pour son exercice clôturant en mars[39]

### Février
- 1er février 2017, Disney accepte de verser 100 millions d'USD pour clore une affaire d'entente illicite entre les studios d'animation californiens pour limiter le débauchage impliquant ses filiales Disney Animation et Pixar[40],[41]
- 2 février 2017, le fonds privé Steven P. Jobs Trust dirigé par Laurene Powell Jobs divise par deux son nombre d'actions Disney à 64 millions[42]
- 5 février 2017,
  - Netflix annonce qu'elle retire la série Star Wars: The Clone Wars de son catalogue le 7 mars 2017[43]
  - une publicité pour Pirates des Caraïbes : La Vengeance de Salazar est diffusée lors du Super Bowl LI[44]
- 7 février 2017,
  - Disney World annonce la date d'ouverture de Pandora: The World of Avatar au Disney's Animal Kingdom pour le 27 mai 2017[45],[46],[47]
- 8 février 2017, Disney Media Networks restructure ses services de ventes d'espaces publicitaires du Disney-ABC Television Group en une entité unique pour ABC, Disney et Freeform, à l'instar des autres groupes de média sous la direction de Rita Ferro[48],[49],[50],[51]
- 9 février 2017, DisneyWorld annonce le début du spectacle nocturne Rivers of Light au Disney's Animal Kingdom pour le 17 février 2017[52],[47],[53].
- 10 février 2017, Disney annonce le rachat de 9 % de Kingdom Holding qu'il détient dans Euro Disney portant sa participation à 85,7 %[54],[55],[56],[57],[58] et financer le complexe européen à hauteur de 1,5 milliard d'€[59]
- 13 février 2017, Maker Studios met fin à sa collaboration avec le vidéaste PewDiePie à la suite de la publication en janvier de vidéos à caractère raciste[60],[61],[62].
- 14 février 2017, Disney détaille la fusion de Maker Studios avec la division média de Disney Consumer Products and Interactive Media avec des suppressions de postes[63]
- 15 février 2017,
  - Disney California Adventure annonce l'ouverture de l'attraction Guardians of the Galaxy – Mission: Breakout! pour le 27 mai 2017, quelques jours après la sortie le 5 mai du film Les Gardiens de la Galaxie Vol. 2[64],[65]
  - le Reedy Creek Improvement District dépose des permis de construire qui évoquent la construction d'un système de transport par câble (de type téléphérique) à l'horizon 2020 pour desservir les zones d'Epcot, Disney's BoardWalk et Disney's Hollywood Studios[66],[67].
- 16 février 2017, Disney World annonce des agrandissements des hôtels Disney's Coronado Springs Resort avec une tour de 15 étages de 500 chambres et Disney's Caribbean Beach Resort avec un nouveau centre d'accueil[68],[69]
- 17 février 2017, le Hong Kong Disneyland Resort annonce l'ouverture du Disney Explorers Lodge pour le 30 avril 2017[70]
- 19 février 2017, le nouveau spectacle nocturne Rivers of Light de Disney's Animal Kingdom proposant 5 000 places assises aux 30 000 visiteurs quotidiens génère des embouteillages dans les allées du parc alors qu'il a déjà subi 10 mois de retard technique[71].
- 20 février 2017,
  - Disney Research présente une salle permettant de recharger plusieurs appareils sans fil[72],[73],[74]
  - Disney World réalise deux publicités pour promouvoir les attractions de la zone Pandora: The World of Avatar dont l'ouverture est prévue en mai 2017[75]
- 21 février 2017, Disney Cruise Line présente ses itinéraires pour l'été 2018 avec à nouveau l'Italie au départ de Barcelone, l'Irlande, la Baltique et la Norvège pour le Disney Magic et l'Alaska pour le Disney Wonder tandis que le Disney Fantasy et le Disney Dream restent dans les Caraïbes[76],[77]
- 22 février 2017,
  - le site Digiday publie une analyse de l'acquisition de Maker Studios par Disney[78]
  - Disney et IMAX prolongent leur collaboration jusqu'en 2019 sur la sortie de films utilisant les technologies IMAX[79]
  - TechCrunch indique que Disney aurait acheté la startup londonienne MakieLab spécialisée dans l'impression 3D de poupées et accessoires à la suite de la participation de l'entreprise au programme Disney Accelerator en 2015[80]
- 23 février 2017,
  - Disney annonce la suppression de 80 postes chez Maker Studios[81],[82]
  - Disney World lance le MagicBand 2 couplé à l'application My Disney Experience[83]
- 24 février 2017, lors du Salon du jouet de New York, Lego présente de nombreux jouets des marques de Disney dont La Reine des neiges, Cendrillon,  La Petite Sirène, Vaiana parmi les Lego Disney et Star Wars[84]
- 27 février 2017,
  - le gouvernement de Hong Kong souhaite revoir le contrat du Hong Kong Disneyland Resort en raison de la redevance versée à la Walt Disney Company malgré des pertes financières[85]
  - Disney dément les rumeurs d'un parc à Zhengzhou apparues en novembre 2015 et liant un directeur de l'entreprise avec un Walt Disney Zhengzhou Project[86],[87],[88]

### Mars
- 1er mars 2017, le groupe scandinave Modern Times Group prolonge son contrat avec The Walt Disney Company Nordic pour diffuser les chaînes et films Disney sur son service Viasat et en vidéo à la demande sur Viaplay[89]
- 2 mars 2017, le Los Angeles Times récapitule les projets d'attractions issues de Marvel Entertainment dans les parcs Disney comme au Disneyland Resort et à Hong Kong Disneyland et prédit un plus grand nombre dans les années à venir[90]
- 3 mars 2017,
  - le Cirque du Soleil annonce la fermeture du spectacle La Nouba à Disney Springs pour la fin de l'année 2017[91]
  - À la suite des réorganisations imposées par Disney à sa filiale Maker Studios, le Hollywood Reporter y voit un coup d'arrêt du modèle d'entreprise liés aux Réseaux multichaîne YouTube[92]
- 4 mars 2017,
  - le ministre de la culture Russe Vladimir Medinski pourrait interdire la diffusion du film La Belle et la Bête (2017) en raison d'une scène homosexuelle[93],[94],[95]
  - Disney World annonce l'ouverture de l'attraction Miss Adventure Falls à Disney's Typhoon Lagoon pour le 12 mars 2017[96]
  - Disney Studios dévoile une photo du tournage du Retour de Mary Poppins avec Emily Blunt en costume de Mary Poppins[97]
- 6 mars 2017,
  - Disney Research présente une technologie de robots qui reprend les styles verbaux de l'interlocuteur[98]
  - Disney pourrait lancer un service ESPN premium directement au consommateur pour fin 2017 mais sans être un service par contournement[99]
  - Disney Consumer Products et Jakks Pacific prolongent et étendent leur contrat de licences pour la Chine avec de nouveaux produits et la vente par internet[100]
- 7 mars 2017,
  - Alan F. Horn, président de Disney Studios annonce la sortie le 19 juillet 2019 du cinquième film d'Indiana Jones[101]
  - Disney Theatrical annonce une longue tournée internationale de la comédie musicale Le Roi lion débutant en mars 2018 aux Philippines puis à Singapour en juin 2018, en Corée du Sud en octobre 2018, à Taiwan en 2019, et en Afrique du Sud en 2020[102]
- 9 mars 2017, Netflix annonce que la série Star Wars: The Clone Wars reste à son catalogue malgré le message d'arrêt prévu le 7 mars 2017[103]
- 11 mars 2017, ouverture de l'attraction Miss Adventure Falls à Disney's Typhoon Lagoon[104],[105]
- 13 mars 2017, Disney repousse à une date non définie la sortie du film La Belle et la Bête en Malaisie à cause d'une controverse homosexuelle et éviter une censure[106],[107],[108]
- 14 mars 2017, Disney et Dole poursuivent leur partenariat en lançant une gamme de fruits sur le thème du film La Belle et la Bête[109]
- 16 mars 2017,
  - le film Vaiana : La Légende du bout du monde dépasse les 600 millions d'USD au box-office international[110]
  - Capcom annonce la ressortie le 18 avril de plusieurs titres phares 8 bits de Disney Interactive des années 1990 sous le nom The Disney Afternoon Collection sur Xbox One, PlayStation 4 et PC dont Disney's Darkwing Duck, Disney's DuckTales, Disney's DuckTales 2, Disney's Chip'n Dale: Rescue Rangers, Disney's Chip'n Dale: Rescue Rangers 2 et Disney's TaleSpin[111],[112]
- 17 mars 2017, le Département du Travail demande à la Walt Disney Company de rembourser 3,8 millions d'USD aux 16 000 employés de Floride de Disney Vacation Club et Walt Disney Parks and Resorts en raison de frais d'entretien de costumes appliqués à leurs salaires le faisant passé sous le minimum légal[113],[114],[115],[116]
- 20 mars 2017,
  - le Washington Post considère qu'à la suite du succès en salle de La Belle et la Bête (2017), Disney va poursuivre les adaptations en prise de vue réelle[117]
  - Disney Research présente une vidéo dans laquelle une personne équipée d'un casque de réalité virtuelle est capable d'attraper une balle réelle dont l'image est intégrée au monde virtuel[118]
- 21 mars 2017, Gary Goldman accuse Disney de lui avoir volé l'idée du film Zootopie[119],[120]
- 23 mars 2017, le contrat de Robert Iger comme CEO de The Walt Disney Company est prolongé d'un an jusqu'en juillet 2019[121],[122]
- 26 mars 2017,
  - le film La Belle et la Bête poursuit son succès en salles avec 88 millions d'USD en seconde semaine, totalisant 317 millions d'USD[123]
  - Walt Disney Parks and Resorts annonce le lancement d'un service de commande en ligne pour restaurant dans son application mobile My Disney Experience qui sera disponible à l'ouverture de la zone Pandora: The World of Avatar le 27 mai[124]
- Le 29 mars 2017,
  - The Walt Disney Company annonce une augmentation de 350 millions d'HK$ du capital de la société mixte HKITP détenant le complexe Hong Kong Disneyland Resort afin de financer les agrandissements et ainsi passait à 48 %[125],[126].
  - The Walt Disney Company China indique qu'à la suite d'une enquête ouverte en février à cause de rumeurs de parc à Zhengzhou, il s'avère qu'un employé de l'entreprise avait signé sans autorisation des lettres d'intentions pour de nombreux projets dont à Ningbo, à Hefei et dans la province de Jianghuai[127].
- 31 mars 2017, des forums relatent des projets d'attractions Marvel au Parc Walt Disney Studios ainsi que les rénovations du Disneyland Hotel et du Disney's Hotel New York lors des dix prochaines années[128].

### Avril
- 3 avril 2017,
  - Disney XD renouvelle la série Star Wars : Les Aventures des Freemaker avec une seconde saison[129],[130],[131]
  - À la suite du succès de Vaiana, Disney a financé la construction d'un drua nommé Le Cœur de Tefiti, un double canoë fidjien traditionnel[132]
  - Disney South Africa s'associe à E.tv pour diffuser gratuitement les productions Disney sur une chaîne hertzienne[133]
- 4 avril 2017, la chaîne locale WFTV indique que le système de téléphérique de Disney World pourrait accueillir entre 20 et 40 personnes par cabine dès 2019[134],[135]
- 5 avril 2017,
  - ESPN lance une chaîne sur YouTube TV[136]
  - l'attraction Tron Lightcycle Power Run pourrait être construite au Magic Kingdom de Disney World à proximité de Space Mountain avec une ouverture pour le 50e anniversaire du parc en 2021[137],[138]
- 6 avril 2017, Disney Enterprises dépose un brevet de projecteur pour de la réalité augmentée permettant de s'affranchir des casques ou écrans portables[139]
- 7 avril 2017, Disney Research dépose un brevet pour Disney Parks and Resort de personnages robots avec un corps à texture douce, rappelant le personnage de Baymax dans le film Les Nouveaux Héros (2014)[140],[141]
- 9 avril 2017, la marque Disney Couture ouvre une boutique nommée The Dress Shop au Disney Springs de Disney World[142]
- 12 avril 2017, le film La Belle et la Bête (2017) dépasse le milliard d'USD de recettes en salles à l'international[143],[144],[145]
- 13 avril 2017,
  - Walt Disney Parks and Resorts annonce la création de quatre Club 33 dans chacun des parcs du Walt Disney World Resort[146]
  - Disney Southeast Asia et l'office du tourisme de Singapour annoncent un partenariat de trois ans pour différents événements dont un festival Star Wars aux Gardens by the Bay lors de la Journée Star Wars[147],[148]
- 14 avril 2017, Walt Disney World Resort dépose des permis de construire révélant les kiosques du Epcot International Food and Wine Festival mais aussi une rénovation du Disney's Caribbean Beach Resort[149]
- 16 avril 2017,
  - Disney annonce que la version australienne de la comédie musicale Disney's Aladdin: The New Stage Musical déménage à Melbourne au Her Majesty's Theatre à partir du 24 avril[150]
  - Durant la Star Wars Celebration, Disney indique que Star Wars Land présentera une nouvelle planète de l'univers Star Wars de la bordure extérieure avec deux attractions, l'une permettant de voler à bord du Faucon Millenium et l'autre où le visiteur devra aider la Résistance contre le Premier Ordre avec des TB-TTs grandeur nature tandis que l'attraction Star Tours: The Adventures Continue aura des scènes issues de Star Wars, épisode VIII : Les Derniers Jedi[151],[152]
- 17 avril 2017,
  - le Planet Hollywood de Disney Springs dévoile sa nouvelle architecture, celle d'un observatoire de l'époque victorienne avec un rez-de-chaussée en brique, une terrasse extérieure, quatre étages dans une sphère recouverte d'une toile enduite de téflon permettant d'agrandir de 5 000 pieds carrés (464,5152 m2) l'établissement[153]
  - Disney World pourrait accueillir son propre service de transport[154]
- 18 avril 2017, un sondage auprès des fans de Disney présente des esquisses d'un hôtel thématisé Star Wars pour Walt Disney World Resort[155],[156]
- 19 avril 2017, Disney Vacation Club donne des détails sur les Copper Creek Villas & Cabins du Disney's Wilderness Lodge Resort[157],[158]
- 21 avril 2017, Hong Kong Disneyland Resort confirme l'ouverture du Disney Explorers Lodge pour le 30 avril 2017[159]
- 22 avril 2017, sortie internationale du film Nés en Chine de Disneynature[160]
- 24 avril 2017,
  - Disney-ABC annonce avoir obtenu un accord avec 160 affiliés locaux d'ABC pour négocier en leur nom des contrats de streaming, offrant un taux de diffusion de 90 % des habitations à ABC[161],[162],[163]
  - Disney Research présente Makeup Lamps, une technologie permettant de maquiller des acteurs (un clown pour la démonstration) avec des lumières au lieu d'un maquillage par produits cosmétiques[164]
- 25 avril 2017,
  - Disney Studios annonce les sorties de plusieurs films dont Star Wars, épisode IX pour le 24 mai 2019, La Reine des neiges 2 pour le 27 novembre 2019 et Indiana Jones 5 repoussée en juillet 2020[165],[166],[167]
  - Disney Pictures annonce que la première mondiale du film aura lieu à Shanghai Disney Resort le 11 mai dans le Walt Disney Grand Theatre de Disneytown[168],[169].
  - Disney annonce que le téléfilm Descendants 2 sera diffusé le 21 juillet 2017 simultanément sur cinq chaînes, quatre chaînes câblées Disney Channel, Disney XD, Freeform, Lifetime et sur le réseau ABC[170],[171].
  - Andy Bird, président de Walt Disney International, explique l'arrêt pour Disney India de la production de films Bollywood par un recentrage de la production sur les réseaux sociaux et l'accroissement de l'intérêt des indiens pour les films d'Hollywood[172]
- 26 avril 2017, ESPN annonce la suppression de 100 postes dont plusieurs personnalités du direct et des auteurs[173]
- 27 avril 2017, le troisième procès de Royce Mathew contre Disney au sujet de Pirates des Caraïbes : La Malédiction du Black Pearl est jugé irrecevable[174].
- 28 avril 2017,
  - à l'occasion de la sortie du film Les Gardiens de la Galaxie Vol. 2, Spotify et Disney proposent aux utilisateurs de 16 pays de générer 70 listes de lecture de musique rétro inspirées du film[175]
  - selon le Los Angeles Times le service de transport de Disney World pourrait être un service sans chauffeur[176]

### Mai
- 2 mai 2017, Disney présente son nouveau réseau numérique Disney Digital Network regroupant ses productions de contenus Disney, Marvel, Star Wars avec Maker Studios[177],[178],[179].
- 3 mai 2017, Disney Southeast Asia annonce la nomination de responsables nationaux pour l'Indonésie, les Philippines et la Thaïlande qui ont pour mission de développer les activités de Disney dans leur pays respectif[180]
- 4 mai 2017, Disney Channel en Malaisie débute des auditions physiques et sur les réseaux sociaux pour trouver les Mouseketeers qui animeront une déclinaison locale du Mickey Mouse Club de 13 épisodes prévue en septembre 2017[181],[182].
- 7 mai 2017, Les Gardiens de la Galaxie Vol. 2 atteint les 145 millions d'USD de recettes en première semaine[183]
- 11 mai 2017, première mondiale du film Pirates des Caraïbes : La Vengeance de Salazar à Shanghai Disney Resort[184],[185],[186].
- 12 mai 2017, Shanghai Disney Resort annonce avoir accueilli 10 millions de visiteurs en 11 mois d'opération[187],[188].
- 15 mai 2017,
  - Robert Iger annonce que des pirates informatiques demandent une rançon en bitcoins pour avoir volé un film à venir non précisé de Walt Disney Studios[189],[190],[191],[192],[193]
  - Disney crée Disney Difference une régie publicitaire qui permet aux annonceurs d'utiliser les chaînes du Disney-ABC Television Group, d'ESPN et les studios cinématographiques Disney mais aussi l'ensemble des filiales de Disney comme les parcs et les produits de consommations[194]
  - Dix ans après sa fermeture, la radio Capital Disney est relancée de manière éphémère en streaming du 28 mai au 4 juin 2017[195].
- 16 mai 2017,
  - les producteurs du Pirates des Caraïbes : La Vengeance de Salazar pensent que leur film pourrait être celui volé et objet d'une demande de rançon[196]
  - Disney Research présente une solution technologique qui permet de transformer une animation de qualité cinématographique en une animation plus légère compatible avec la réalité virtuelle embarquée ou les jeux vidéo interactifs, sans avoir à produire une nouvelle animation[197]
  - Disney China signe un contrat avec la société taïwanaise Wudi Pictures pour produire des films en langue chinoise[198],[199]
- 18 mai 2017, Disney World annonce étendre son service de commande pour restaurant à d'autres établissement du parc Disney's Animal Kingdom, quelques jours avant l'ouverture du premier restaurant dans Pandora: The World of Avatar le 27 mai[200].
- 24 mai 2017, la société Circle Media éditrice du boitier de contrôle parental Circle with Disney obtient 10 millions d'USD lors d'une levée de fonds[201]
- 25 mai 2017, Robert Iger dément que Pirates des Caraïbes : La Vengeance de Salazar soit le film pour lequel une rançon soit demandée depuis le 15 mai[202]
- 26 mai 2017, Sphero, fabricant du BB-8 et lauréat du programme Disney Accelerator, développe un nouveau jouet basé sur le personnage de Flash McQueen dans Cars[203]
- 30 mai 2017, après une semaine aux États-Unis Pirates des Caraïbes : La Vengeance de Salazar récolte 326 millions d'USD à l'international qui permettent à Disney de dépasser 3 milliards d'USD pour l'année 2017 et 4 milliards d'USD pour la franchise Pirates des Caraïbes[204],[205]
- 31 mai 2017, Les Gardiens de la Galaxie Vol. 2 récolte 800 millions d'USD moins d'un mois après sa sortie[206]

### Juin
- 1er juin 2017, pour la première fois en 10 ans les chiffres de fréquentations des parcs Disney dans le monde sont en baisse d'après l'étude annuelle de la TEA et Aecom[207],[208],[209]
- 4 juin 2017, Pirates des Caraïbes : La Vengeance de Salazar récolte 500 millions d'USD à l'international[210].
- 6 juin 2017, le spectacle Disney's Aladdin: The New Stage Musical est annoncé du 15 septembre au 8 octobre au Orpheum Theatre de Minneapolis[211]
- 9 juin 2017,
  - Disney dépose un brevet pour apposer une substance réflective sur les figurines de ses marques afin de tromper les scanners des imprimantes 3D avec pour but de protéger ses droits d'auteurs en empêchant les copies[212]
  - Radio Disney Country ouvre une station FM à Los Angeles et devient disponible sur iHeartRadio et TuneIn[213],[214]
- 13 juin 2017, la Walt Disney Company clôt son offre publique d'achat sur Euro Disney et atteint les 97,08 % du capital, annonçant le retrait de l'action en bourse[215],[216].
- 16 juin 2017,
  - Shanghai Disneyland annonce 11 millions de visiteurs pour sa première année d'exploitation[217]
  - à la suite de l'annonce de la fréquentation de Shanghai Disneyland, Bob Iger évoque la possibilité d'un second complexe en Chine continentale[218]
- 17 juin 2017, Walt Disney Company EMEA signe un contrat de quatre ans jusqu'en 2021 avec la société de fidélisation et de marketing Alliance Data pour les Disney Channel européennes[219]
- 18 juin 2017, Disney India Studios annonce la sortie de Jagga Jasoos pour le 14 juillet[220]
- 19 juin 2017, Vice Media annonce un apport de capital de 450 millions d'USD par TPG Capital (près de 8 %) donnant au groupe de média une valorisation de 5,7 milliards[221],[222],[223]
- 20 juin 2017,
  - Disney dépose un brevet pour un effet spécial permettant au visiteur de lancer et récupérer un bouclier comme Captain America[224]
  - Disney Music Group et DigiTour Media créent un label musical pour les jeunes talents du numérique nommé RMI Recordings[225]
- 21 juin 2017, le duo d'auteurs-compositeurs Kristen Anderson-Lopez et Robert Lopez oscarisé pour La Reine des neiges signe avec Walt Disney Music Publishing[226]
- 22 juin 2017,
  - Walt Disney World Resort a obtenu plusieurs permis de construire pour modifier le réseau fluvial autour d'Epcot derrière le pavillon Universe of Energy et pourrait être une attraction basée sur les Gardiens de la Galaxie prévue à l'horizon 2022[227],[228]
  - le Disney's Vero Beach Resort reçoit une certification 4 étoiles de la part de l'AAA à la suite d'améliorations des chambres et des restaurants[229]
- 23 juin 2017, la première coproduction de Walt Disney Studios China et SMG Pictures, la comédie romantique The Dreaming Man (en) est présentée au Festival international du film de Shanghai[230]
- 25 juin 2017, le Disneyland Resort modifie le système FastPass en supprimant les billets cartonnés au profit d'un jeton numérique stocké sur la carte magnétique servant de billet d'entrée ou de passeport annuel[231]
- 26 juin 2017,
  - peu avant la sortie de Spider-Man: Homecoming, le Los Angeles Times dévoile la répartition des droits entre Marvel et Sony, Sony récupère les recettes en salles et Disney-Marvel celles des produits dérivés[232],[233]
  - un incendie ayant brûlé 760 acres (308 ha) a aussi détruit trois bâtiments servant de décors dans les bois au Disney's Golden Oak Ranch[234]
- 29 juin 2017,
  - Disney-ABC Television Group annonce une augmentation des réservations d'espaces publicitaires de 3 à 5 %, chiffres rarement présentés par les chaînes et indiquant une meilleure santé du secteur[235]
  - alors que les consommateurs américains cherchent à réduire le coût de leurs abonnements télévisuels, Charter Communications lance un service de streaming sous les 20 dollars sans les chaînes sportives ESPN ou NBC Sports ni chaînes de cinémas, mais elles sont disponibles au travers d'options payantes[236]

### Juillet
- 1er juillet 2017,
  - Siemens annonce l'arrêt de son partenariat avec Disney en octobre 2017 laissant les attractions Spaceship Earth et IllumiNations d'Epcot ainsi qu'Innoventions et It's a Small World de Disneyland sans sponsor[237]
  - Disney suspend une interdiction de fabrication de ses marchandises en Égypte mise en place en février à la suite de l'abaissement de sa note par le FMI[238]
- 2 juillet 2017, Pirates des Caraïbes : La Vengeance de Salazar atteint les 708 millions d'USD à l'international, en cumulant les 9,2 millions récoltés en deux jours au Japon mais reste en dessous des 200 millions aux États-Unis au bout de cinq semaines avec 165,5 millions[239]
- 3 juillet 2017, le jeu Disney Tsum Tsum a été téléchargé 70 millions de fois depuis janvier 2014 et a généré plus d'un milliard d'USD de recettes pour Disney[240],[241]
- 4 juillet 2017, Movistar+ lance en Espagne une chaîne temporaire à l'occasion de la sortie de Cars 3 du 14 au 30 juillet qui diffuse des films Disney et Pixar[242]
- 5 juillet 2017,
  - Disney Channel est aussi affectée par une baisse de ses abonnés aux États-Unis comme ESPN, 4 millions de moins en trois ans à cause des économies que s'imposent les foyers américains et un manque de nouvelles séries phares[243]
  - Disney World étend la commande en ligne de restaurants au D-Luxe Burger du Disney Springs[244]
- 7 juillet 2017,
  - le joaillier Pandora élargit son partenariat avec Disney entamé en 2014 avec l'Amérique du Nord en ajoutant l'Europe, l'Afrique et le Moyen-Orient[245]
  - Sortie américaine de Spider-Man: Homecoming[246]
- 11 juillet 2017, Disney dévoile les 11 entreprises sélectionnées pour le programme Disney Accelerator[247],[248],[249].
- 12 juillet 2017, lors du D23, Andy Bird confirme l'importance du marché chinois pour Disney avec des productions cinématographiques tant locales qu'importées et les parcs à thèmes[250].
- 13 juillet 2017, lors du D23 2017, Disney World et Honda présentent une Honda Odyssey aux couleurs de Minnie Mouse[251]
- 14 juillet 2017,
  - lors du D23 2017, Disney fait de nombreuses annonces tant au niveau films que pour les attractions (voir section dédiée)
  - le film Jagga Jasoos sort dans 1 850 salles en Inde[252]
- 15 juillet 2017, Walt Disney Studios annonce la sortie du film Casse-Noisette et les Quatre Royaumes pour le 2 novembre 2018 à la place du remake de Mulan[253],[254]
- 17 juillet 2017, la startup californienne d'effets vidéos Rearden demande à la justice américaine que Disney stoppe la distribution de trois films (Les Gardiens de la Galaxie Vol. 2, Avengers : L'Ère d'Ultron et La Belle et la Bête) en raison de l'usage d'une technologie de capture de mouvement du visage au travers de la société Digital Domain 3.0 qui n'en détiendrait pas les droits[255],[256]
- 18 juillet 2017, Disney s'associe au club des Millwall Lionesses Ladies de la Coupe d'Angleterre féminine de football (FA Women's Cup) pour promouvoir le football féminin au Royaume-Uni[257]
- 22 juillet 2017, malgré un bon démarrage avec 1,36 million d'USD le premier jour et 6,8 millions au bout d'une semaine, les entrées du film Jagga Jasoos chute de 85 % en seconde semaine, la pire chute pour un film en Inde en 2017, et confirme que le film ne rentrera pas dans ses frais[258]
- 23 juillet 2017, avec une première diffusion aux États-Unis simultanément sur 6 chaînes de télévision le téléfilm Descendants 2 réunit 13 millions de téléspectateurs[259].
- 26 juillet 2017,
  - Disney stoppe son programme de fidélité Disney Vacation Account lancé en 2013 qui permettait d'épargner de l'argent avec un dividende de 2 % par tranche de 1 000 USD[260],[261]
  - Disney Research Pittsburg présente Magic Bench un environnement de réalité mixte pour partager des expériences[262],[263]
- 27 juillet 2017, Décès de Marty Sklar, ancien président de Walt Disney Imagineering et Disney Legends[264],[265],[266]
- 28 juillet 2017, après 18 mois de fermeture pour construire Star Wars: Galaxy's Edge, les attractions Rivers of America et Disneyland Railroad de Disneyland rouvrent avec un nouveau paysage et un premier virage à gauche pour la voie de chemin de fer circulaire[267]
- 30 juillet 2017,
  - Disney Research a développé une méthode avec des mécanismes à base de câbles pour donner une forme physique et des mouvements à des personnages animés[268]
  - Disney World met en place un système d'enregistrement en ligne pour ses hôtels au travers de son application My Disney Experience[269],[270]
- 31 juillet 2017,
  - Disney Pictures engage Jaume Collet-Serra pour diriger le film adapté de l'attraction Jungle Cruise avec Dwayne Johnson[271],[272]
  - Disney World met en place un système transport à la demande nommé Minnie Van avec Lyft[273],[274]
  - Disney-ABC Studios, Marvel Television et Netflix annoncent prolonger le contrat initié en 2014 avec la ville de New York pour produire des séries Marvel avec un nouveau total de 135 épisodes[275]

### Août
- 2 août 2017, d'après un rapport que c'est procuré le magazine Forbes, Disney envisagerait d'accueillir des compétitions de sport électronique au sein du ESPN Wide World of Sports Complex, peut-être dans la salle omnisports en cours de construction[276]
- 3 août 2017,
  - ABC annule son projet d'émission spéciale en direct comprenant une comédie musicale basée sur La Petite Sirène (1989), annoncée en mai et prévue pour le 3 octobre 2018[277],[278]
  - la société The Void, en collaboration avec ILMxLAB et participant au programme Disney Accelerator, va ouvrir une salle de jeu virtuelle sur Star Wars à Downtown Disney et à Disney Springs, nommée Star Wars: Secrets of the Empire[279],[280],[281]
- 8 août 2017,
  - The Walt Disney Company acquiert 42 % supplémentaires de BAMTech pour 1,58 milliard de dollars US et porte sa participation totale à 75 %[282],[283].
  - Bob Iger annonce une nouvelle orientation stratégique avec le lancement en 2019 d'un service de vidéo à la demande, concurrent de Netflix[284]
- 9 août 2017,
  - un recours collectif est lancée contre Disney pour violation de la COPPA à cause de 42 applications transmettant des informations sur les joueurs, principalement des enfants sans l'accord de leurs parents[285],[286]
  - ABC News annonce payer 177 millions d'USD pour clore le procès du pink slime entamé en 2012 dans lequel une entreprise alimentaire du Dakota du Sud lui réclamait 1 milliard d'USD[287]
- 11 août 2017,
  - Netflix indique être en pourparlers avec Disney pour conserver des droits de diffusion des films Marvel et Lucasfilm après l'expiration du contrat en 2019 malgré le lancement du service de VOD Disney[288],[289]
  - Disney annonce que des maquettes des futurs Toy Story Land et Star Wars Land seront présentées à partir de mi septembre dans l'attraction One Man's Dream des Disney's Hollywood Studios[290].
- 12 août 2017, la société ukrainienne Ugears signe un contrat avec Disney pour vendre des maquettes ou puzzles mécaniques en bois dans les parcs américains et les Disney Store[291]
- 14 août 2017, Sony Pictures Entertainment stoppe son partenariat de distribution cinématographique initié en 1997 avec Disney en Thaïlande, à Singapour et en Malaisie[292].
- 16 août 2017, ABC Networks, filiale de Disney, signe un contrat avec Nielsen pour inclure dans ses mesures les chiffres d'audience en dehors des foyers[293]
- 19 août 2017, Walt Disney Studios signe un contrat pluriannuel de production avec les Pinewood Studios jusqu'en 2029 malgré les incertitudes liées au Brexit[294]
- 23 août 2017,
  - Disney Research présente AR Museum, une application de réalité augmentée permettant de colorier des tableaux ou photographies[295]
  - Plusieurs actualités récentes démontrent que le groupe Disney se prépare à devenir un acteur majeur dans le marché du sport électronique[296]
  - la zone Star Wars: Galaxy's Edge à Disneyland passe l'étape de la construction de son point le plus élevé à 130 pieds (39,62 m) avec une cérémonie ouverte aux ouvriers et employés qui ont pu apposé lors dédicace sur la plus haute poutre métallique de l'édifice[297].
  - la société malaisienne Iflix (en) signe un contrat avec Disney pour diffuser du contenu en vidéo à la demande dans 19 pays du Moyen-Orient à l'Asie du Sud-Est où elle est implantée[298]
- 24 août 2017,
  - Mary Barra, CEO de General Motors, est élue au directoire de la Walt Disney Company[299],[300],[301]
  - le magazine Forbes passe en revue les nouvelles technologies utilisées par Disney comme le Big data, l'Internet des objets et la robotique pour les clients des parcs à thèmes avec par exemple les MagicBands, ou le réseau neuronal artificiel et l'apprentissage profond pour prévoir le succès des prochains films[302]
  - les lieux et dates du tournage du remake de Mulan sont annoncées pour janvier 2018 en Nouvelle-Zélande, Chine et Australie mais pas encore la date de sortie[303]
- 26 août 2017, ESPN signe un contrat pluriannuel avec Top Rank (en) pour diffuser des matchs de boxe anglaise[304]
- 27 août 2017,
  - Disney Research présente une intelligence artificielle basée sur un GPU de Nvidia, le Tesla K40 GPU, qui analyse les expressions des visages de spectateurs dans une salle de cinéma, technologie associée à l'apprentissage profond pour prévoir la réaction du public[305]
  - Disney annonce reprendre le doublage de ses films en arabe égyptien (Moyen-Orient), qu'il avait arrêté en 2013 au profit de l'arabe standard moderne (majoritaire au Maghreb) avec la société Arabic Voiceover Company[306],[307]

### Septembre
- 8 septembre 2017, l'ouragan Irma force la fermeture de Walt Disney World Resort et l'évacuation du camping Disney's Fort Wilderness Resort[308],[309],[310]
- 11 septembre 2017,
  - Décès du animateur, compositeur et Imagineer américain X Atencio[311],[312],[313].
  - Bonnier Publishing et Disney Publishing signent un contrat pour l'édition de titres basés sur les franchises Disney au Royaume-Uni à partir de l'automne 2017[314]
- 12 septembre 2017,
  - Disney International découpe la gestion de la région Asie en deux, une Asie du Nord pour le Japon, la Corée du Sud et la Chine continentale tandis que l'Asie du Sud-Est comprend désormais l'Inde en plus de Singapour, la Malaisie, l'Indonésie, la Thaïlande, les Philippines et le Vietnam[315]
  - Walt Disney Studios échange les dates de sorties des films Aladdin, avancé au 24 mai 2019, et Star Wars, épisode IX, repoussé au 20 décembre 2019 [316],[317]
  - Disney et Vivicast Media (ex-NTTC) signent un accord de distribution incluant des fonctionnalités de vidéo à la demande, de redémarrage de l'émission ou de rembobinage[318],[319]
- 18 septembre 2017,
  - Disney Worldwide Services finance à hauteur de 600 000 USD la limitation des casinos en Floride[320]
  - Disney Media Networks et Altice USA négocient difficilement la prolongation du contrat de diffusion devant s'arrêter au 30 septembre avec une menace de coupures, Disney souhaitant ajouter SEC Network et ACC Network aux abonnés de New York[321],[322]
  - l'attraction One Man's Dream accueille les maquettes de Toy Story Land et de Star Wars: Galaxy's Edge et des concepts de Mickey & Minnie's Runaway Railway[323]
- 21 septembre 2017,
  - Rebecca Campbell, ancienne responsable des stations détenues en propre d'ABC, est nommée à partir de janvier 2018 présidente de Walt Disney International EMEA en lien et place de Diego Lerner à ce poste depuis 2009[324],[325].
  - le fonds souverain singapourien GIC Pte achète 51 % du Sheraton Grande Tokyo Bay Hotel de Tokyo Disney Resort pour 464 millions d'USD[326]
- 25 septembre 2017, les Braves d'Atlanta annoncent quitter l'ESPN Wide World of Sports Complex après la saison 2018, les entraînements de printemps s'y déroulaient depuis 20 ans[327]
- 26 septembre 2017, Disney Store confirme avoir lancé depuis juillet un nouveau concept de boutique au Northridge Fashion Center de Northridge (Los Angeles) avec un aspect de boutique de mode s'éloignant du château de contes de fées, moins achalandés mais avec des produits de luxe, d'autres exclusifs aux parcs d'attractions et des accès à la boutique en ligne[328],[329]
- 27 septembre 2017,
  - Disney et National CineMedia (en) lancent Noovie un service de régie publicitaire pour les salles de cinéma américaines proposant du contenu exclusif Disney avant les films[330]
  - ABC confirme la production qu'une cinquième saison de Marvel : Les Agents du SHIELD malgré des rumeurs d'annulation[331]
  - Playbuzz annonce une levée de fonds de 35 millions d'USD menée par Viola Growth et ayant regroupée l'ensemble de ses investisseurs dont Disney, Saban Ventures et Carmel Ventures[332].
- 29 septembre 2017, Disney fusionne les applications de vidéo à la demande et de direct Watch Disney Channel, Watch Disney Junior et Watch Disney XD sous le nom Disney Now et ajoute des jeux et l'accès à Radio Disney[333],[334].

### Octobre
- 1er octobre 2017,
  - la Dragonchain Foundation cherche des investisseurs pour développer la chaîne de blocs Dragonchain initialement développé par Disney Technology Solutions and Services à Seattle[335]
  - Disney et Altice USA sont parvenus à un accord préliminaire pour éviter la coupure des chaînes ABC, Disney et ESPN sur le réseau d'Altice[336],[337],[338]
- 2 octobre 2017, le groupe de média OSN basé à Dubaï signe un contrat de diffusion avec Disney pour du contenu exclusif[339]
- 3 octobre 2017,
  - Disney émet 1,25 milliard d'USD d'obligations (Maple Bond) à sept ans pour sa première fois sur le marché canadien, rejoignant plusieurs sociétés américaines ayant fait de même depuis le début de l'année 2017[340],[341].
  - Disney World étend son service Minnie Van au Disney's Contemporary Resort[342]
- 10 octobre 2017,
  - Disney lance son application DisneyLife en Irlande[343],[344]
  - un permis de construire déposé par Disney World dévoile la future attraction Ratatouille : L'Aventure totalement toquée de Rémy du parc Epcot[345]
  - Walt Disney Pictures annule le projet de long métrage d'animation Gigantic basé sur le conte Jack et le Haricot magique[346],[347],[348]
  - Disney annonce que 20th Century Fox, Warner Bros. et Universal Pictures rejoignent le service de stockage de films Disney Movies Anywhere qui est rebaptisé Movies Anywhere[349],[350],[351]
- 11 octobre 2017,
  - la société indonésienne Matahari signe un accord avec Disney Indonesia pour vendre des produits Disney dans l'ensemble de ses 155 magasins répartis dans 71 villes d'Indonésie[352],[353].
  - Première du film The Last Warrior à Moscou, coproduction locale en Russie[354]
  - Disney Worldwide Services finance à hauteur de 575 000 USD la limitation des casinos en Floride[355]
- 12 octobre 2017,
  - Disney-ABC TV prévoit de supprimer 200 postes sur 10 000[356],[357],[358]
  - Disney World annonce construire 2 600 logements dans le cadre du projet Flamingo Crossings à l'ouest du complexe pour les participants au programme Disney College and International et des employés[359]
- 13 octobre 2017, Disney World lance une phase pilote pour que ses hôtels accueillent des chiens[360]
- 18 octobre 2017, Disney intente un procès contre son assureur AIG qui estime ne pas avoir à rembourser les 177 millions d'USD versés par ABC au groupe alimentaire BPI pour régler l'affaire du Pink slime[361].
- 19 octobre 2017, Disney World dévoile le concept de la future attraction NBA Experience prévue en 2019 à Disney Springs[362],[363].
- 20 octobre 2017, Walt Disney World Dolphin & Swan dépose un permis pour ajouter une tour de 350 chambres au complexe hôtelier[364]
- 22 octobre 2017, Disney Research et Walt Disney Imagineering présentent une technologie permettant à des aveugles de ressentir un feu d'artifice grâce à des jets d'eau projetés sur un écran flexible[365],[366]
- 25 octobre 2017, Disneyland Resort annonce l'arrêt du projet de parking à l'est du complexe au profit d'un nouveau parking silo de six étages de 6 500 places adjacent à celui existant, d'un second parking pour les hôtels à l'ouest du Paradise Pier et la construction d'un hôtel quatre étoiles de 700 chambres sur une partie de Downtown Disney[367].
- 26 octobre 2017, AIG intente à son tour un procès contre Disney pour éviter de rembourser 25 millions d'USD dans l'affaire du Pink slime[368],[369]
- 27 octobre 2017, Disney Junior et The Muppets Studio préparent une nouvelle série Les Muppet Babies en animation de synthèse pour 2018[370]
- 29 octobre 2017, Thor : Ragnarok récolte 107,6 millions d'USD à l'international une semaine avant sa sortie aux États-Unis[371]
- 30 octobre 2017,
  - le Patina Group annonce 3 restaurants italiens au Disney Springs, Maria & Enzo’s, Enzo’s Hideaway et Pizza Ponte pour fin 2017[372],[373].
  - le film The Last Knight récolte 6,9 millions d'USD en première semaine en Russie[374]
  - une entreprise new-yorkaise achète le centre commercial Shoppes at Celebration Place de Celebration pour 29,5 millions d'USD[375],[376]
- 31 octobre 2017, Disney Research dépose un brevet pour de la peinture par drone auprès de l'United States Patent and Trademark Office[377],[378] potentiellement pour sa division Walt Disney Imagineering.

### Novembre
- 1er novembre 2017,
  - le boitier de contrôle parental Circle with Disney contiendrait 23 failles de sécurité d'après Cisco Talos[379],[380]
  - Beyoncé confirme avoir eu le rôle de Nala dans le remake Le Roi lion (2019) réalisé par Jon Favreau[381],[382],[383]
  - le Wall Street Journal dévoile les termes demandés par Disney aux propriétaires de cinéma pour diffuser Star Wars, épisode VIII : Les Derniers Jedi comme 65 % du prix des billets au lieu de 55 ou quatre semaines dans la plus grande salle[384],[385]
- 2 novembre 2017, Disney annonce une rethématisation de la zone Paradise Pier de Disney California Adventure en Pixar Pier prévue pour l'été 2018 avec comme fait majeur les montagnes russes California Screamin' adoptant le thème des Indestructibles[386],[387]
- 3 novembre 2017,
  - le Los Angeles Times indique ne pas pouvoir fournir de critique du film Thor : Ragnarok car Disney a annulé son accréditation pour la séance presse en raison d'un traitement jugé inapproprié des relations entre le complexe Disneyland Resort et la ville d'Anaheim[388],[389],[390]
  - l'entrée en bourse de Dragonchain permet d'obtenir 13,7 millions d'USD[391].
- 7 novembre 2017, Disney revient sur sa décision d'exclure le Los Angeles Times des séances presse après de vives critiques de la communauté journalistique[392],[393]
- 9 novembre 2017,
  - ESPN annonce une nouvelle suppression de 100 postes après celle d'avril[394]
  - Robert Iger annonce que le service de vidéo à la demande Disney sera moins cher que Netflix en raison d'un catalogue plus faible mais aussi la production d'une série Star Wars, d'une autre Marvel et des productions liées aux franchises High School Musical et Monstres et Cie[395],[396]
- 12 novembre 2017, Thor : Ragnarok atteint 650 millions d'USD au box office international en trois semaines[397]
- 12 novembre 2017, la tribu Seminole de Floride et Disney Worldwide Services ont dépensé 1,55 million d'USD en octobre 2017 pour lutter contre un amendement élargissant les jeux d'argent en Floride[398]
- 15 novembre 2017,
  - Disney confirme l'arrêt du jeu Marvel Heroes après un mois de silence de l'éditeur Gazillion[399],[400]
  - Netgear propose le logiciel de contrôle parental Circle with Disney dans ses routeurs Nighthawk et Orbi[401],[402]
  - un procès pour violation de droits d'auteurs est intenté contre Disney pour le personnage de Jack Sparrow dans Pirates des Caraïbes : La Malédiction du Black Pearl par deux auteurs du Colorado, A. Lee Alfred II et Ezequiel Martinez Jr. ayant proposé un script en 2000[403],[404]
- 16 novembre 2017, la société new-yorkaise Black Tap Craft Burgers & Beer fondée par Joe Isidori va ouvrir un restaurant au Downtown Disney[405]
- 17 novembre 2017, Disney dévoile le nom de la planète fictive utilisée comme décor pour la zone Star Wars: Galaxy's Edge, Batuu dans la bordure extérieure[406]
- 19 novembre 2017,
  - Disney annonce la tenue du premier festival Disney dans un pays arabe, le Disney Festival in Tunis du 24 au 26 novembre avec la projection de plusieurs films dont la première de Coco (2017)[407]
  - Euro Disney annonce dans un document financier lié à l'offre de rachat par The Walt Disney Company un plan d'investissements sur dix ans de 2,1 milliards d'euros dont la rénovation des hôtels New York et Disneyland et une zone Marvel au Parc Walt Disney Studios[408]
- 20 novembre 2017, Telefónica lance une nouvelle chaîne nommée Movistar Disney disponible à partir du 22 décembre 2017 et entre le 1er et 17 décembre le canal est utilisé comme une chaîne éphémère Star Wars[409]
- 21 novembre 2017,
  - dans la foulée de l'affaire Harvey Weinstein, John Lasseter annonce prendre un congé sabbatique de Pixar et Disney car il est accusé de gestes déplacés et de comportements inadéquats[410],[411],[412],[413]
  - le Sun-Sentinel fait le point sur les projets du Disney Springs des 6 prochains mois, 8 restaurants dont 4 gérés par le groupe Patina et l'attraction en réalité virtuelle Star Wars: Secrets of the Empire[414]
  - un permis de construire permet de connaître l'emplacement de la future attraction Tron Lightcycle Power Run au Magic Kingdom, derrière et au nord de Space Mountain[415]
- 22 novembre 2017,
  - Euro Disney précise que son plan d'investissements comprend une grande attraction prévue pour 2024[416]
- 23 novembre 2017,
  - le nombre d'abonnés à ESPN atteint son plus bas niveau depuis 14 ans aux États-Unis à 88 millions alors qu'il avait culminé à 100 millions en 2010, mettant une forte pression sur Disney[417]
  - l’éditeur de jeu vidéo Gazillion ferme ses portes à la suite de l'arrêt du jeu Marvel Heroes[418]
  - la WWE indique être en discussion avec Disney, Fox et d'autres réseaux pour diffuser plus de programmes à l'approche de la fin de son contrat avec NBCUniversal prévu en septembre 2019[419].
  - la salle de jeu virtuelle Star Wars: Secrets of the Empire conçue par The Void et ILMxLAB va ouvrir aussi à Londres en décembre 2018 en plus de Downtown Disney et de Disney Springs, d'abord au centre commercial Westfield London puis à celui de Stratford City[420]
- 24 novembre 2017, le chanteur Jaime Ciero intente un procès pour plagiat contre Disney, sa chanson Volar aurait été reprise pour la chanson Libérée, délivrée (Let It Go) de La Reine des neiges (2013)[421].
- 25 novembre 2017, le film Coco récolte 40,8 millions d'USD en trois jours dépassant le film de super-héros Justice League de Warner Bros. sorti le même jour avec 35,5 millions d'USD[422]
- 26 novembre 2017,
  - Disney annonce avoir perdu 100 millions d'USD pour le lancement du service Live TV d'Hulu[423]
  - une pétition demande à Disney de stopper son contrat pluriannuel d'exclusivité avec Electronic Arts en raison des loot boxes de Star Wars: Battlefront II[424]
- 27 novembre 2017,
  - le film Coco récolte 71,2 millions d'USD en moins d'une semaine aux États-Unis[425]
  - Disney Germany a signé un contrat de diffusion avec la plateforme Pantaflix lancée en juillet 2016[426],[427]
- 29 novembre 2017,
  - Amazon Web Services annonce avoir signé des contrats de cloud computing avec Disney, Expedia, la NFL précédé la veille par Turner Broadcasting, Whirlpool et Honeywell[428],[429]
  - Oriental Land Company annonce un plan d'investissements de 2,68 milliards d'USD pour le Tokyo Disney Resort jusqu'en 2023 en vue d'augmenter de 30 % l'offre d'attractions avec un nouveau parc à l'ouest du complexe et de décongestionner le site avec une structure de parkings de 4 000 places[430],[431],[432],[433]
- 30 novembre 2017,
  - Thor : Ragnarok récolte 800 millions d'USD à l'international et permet aux studios Disney de dépasser les 5 milliards d'USD de recettes cinématographiques en 2017[434],[435]
  - Disney intente un procès contre le spécialiste américain de location de films Redbox en raison de la vente des codes des copies numériques sans la version physique des films[436],[437],[438],[439]

### Décembre
- 1er décembre 2017, la première Disney Store russe ouvre à Moscou grâce au partenariat avec Ideas4Retail entamée en janvier 2016 et 5 autres sont prévues[440],[441]
- 2 décembre 2017,
  - Disney annonce retirer des cinémas américains dès le 8 décembre le court métrage Joyeuses Fêtes avec Olaf présenté en première partie de Coco[442]
  - The Walt Disney Company aurait repris des discussions pour acheter une partie de la 21st Century Fox, tandis que Comcast reste en pourparlers avec la Fox[443],[444],[445],[446].
- 6 décembre 2017,
  - Disney World dévoile des détails sur le nouveau centre du Disney's Caribbean Beach Resort dont l'ouverture est prévue pour l'été 2018[447]
  - Shanghai Disney Resort annonce l'ouverture du Toy Story Land pour avril 2018[448]
- 8 décembre 2017,
  - The Walt Disney Company et 21st Century Fox ont chacun choisis des conseils en fusion, JP Morgan et Guggenheim Partners pour Disney et Goldman Sachs et Centerview Partners pour la Fox[449]
  - deux nouveaux membres sont élus au directoire de Disney, Safra Catz CEO d'Oracle et Francis A. de Souza d'Illumina[450]
- 10 décembre 2017, Disney World donne des informations sur son téléphérique nommé Disney Skyliner[451],[452]
- 11 décembre 2017,
  - selon le Wall Street Journal, le rachat de la Fox par Disney marquerai la fin de l'ère des 6 majors du cinéma[453].
  - Le film Coco continue à récolter 18,3 millions d'USD en troisième semaine, cumulant 135,5 millions d'USD aux États-Unis et 389,5 millions d'USD à l'international[454]
- 14 décembre 2017,
  - Disney annonce le rachat de la plupart des actifs du groupe américain pour 66,1 milliards de dollars (52,4 milliards en actions et 13,7 milliards de dette)[455],[456]. Le communiqué officiel détaille les éléments suivants[457]
  - Pour Reuters, le rachat de la Fox par Disney sera profitable en Inde aux 69 chaînes de Star India et son service de streaming Hotstar, Disney récupérant aussi les droits de la Coupe du monde de cricket[458]
- 18 décembre 2017,
  - John Skipper quitte ses fonctions de co-président de Disney Media Networks et président d'ESPN en raison d'une addiction à une substance[459]
  - le Cirque du Soleil annonce un nouveau spectacle sur le thème de l'animation à Disney Springs en Floride pour remplacer La Nouba qui s'arrête le 31 décembre[460],[461]
- 22 décembre 2017,
  - Disney Studios devient le premier studio a atteindre deux fois les 6 milliards d'USD de recettes cinématographiques au niveau mondial[462]
  - Disney Distribution demande une injonction contre Redbox pour faire stopper la vente de code de téléchargement associé à des boîtiers de DVD ou Blu-ray en location[463]
  - Veronica Espinosa-Cabalinan la directrice de The Walt Disney Company (Philippines) Inc accorde une interview au Philippine Daily Inquirer durant laquelle elle explique la stratégie locale de Disney qui vise à fournir du contenu ou des produits aux fans de Disney, Marvel, Pixar et Star Wars au travers de partenariats comme ceux de Globe Telecom ou SM Prime Holdings (en)[464]
- 25 décembre 2017, The Motley Fool publie une analyse de l'achat de la Fox par Disney dans le contexte du marché de la vidéo à la demande et du streaming dominé par Netflix [465].
- 26 décembre 2017, la zone Star Wars: Galaxy's Edge à Disney's Hollywood Studios passe l'étape de la construction de son point le plus élevé à 130 pieds (39,62 m) avec une cérémonie ouverte aux ouvriers et employés qui ont pu apposé lors dédicace sur la plus haute poutre métallique de l'édifice[466].
- 27 décembre 2017, Vodafone signe un contrat pour diffuser du contenu Disney sur son service de vidéo à la demande Videoclub en Espagne[467]
- 29 décembre 2017,
  - les recettes de Star Wars, épisode VIII : Les Derniers Jedi dépassent les 900 millions d'USD à l'international et en les cumulant avec les autres films Star Wars permettent à Disney d'égaler les 4 milliards d'USD de l'achat de Lucasfilm en 2012[468],[469]
  - À la suite de la fusillade de Las Vegas, Disney World modifie ses règles en autorisant l'entrée de ses employés malgré la présence des occupants dans la chambre et remplace le panneau "Ne pas déranger" par "Chambre occupée"[470]
  - selon CNBC, les révélations d'agressions sexuelles au sein de Vice Media et le scandale lié pourraient affecter la succession de Robert Iger à la tête de la Walt Disney Company[471]